# 子安辐肛参
子安辐肛参（学名：Actinopyga lecanora）为海参科辐肛参属的动物，俗名黄瓜参、子安贝参、石参。分布于印度-西太平洋区以及中国大陆的西沙群岛等地，常栖息于珊瑚礁种以及常生活在岸礁内、短叶海草多的沙底。该物种的模式产地在印度尼西亚。